# الكسندر كامبل كينغ
الكسندر كامبل كينغ (بالإنجليزية: Alexander Campbell King)‏ هو قاضي ومحامي أمريكي، ولد في 7 ديسمبر 1856 في تشارلستون في الولايات المتحدة، وتوفي في 25 يوليو 1926 في فلات روك في الولايات المتحدة.

## وصلات خارجية
- الكسندر كامبل كينغ على موقع إن إن دي بي (الإنجليزية)